# Diersheim
 (octobre 2013).
Si vous disposez d'ouvrages ou d'articles de référence ou si vous connaissez des sites web de qualité traitant du thème abordé ici, merci de compléter l'article en donnant les références utiles à sa vérifiabilité et en les liant à la section « Notes et références ».
Diersheim est un village frontière, situé dans la commune de Rheinau, dans l'Eurodistrict Strasbourg-Ortenau, dans le Bade-Wurtemberg (Allemagne).

## Géographie
| La Wantzenau (France)      | La Wantzenau (France) | Freistett              |
| La Wantzenau (France)      | Diersheim             | Rheinbischofsheim (de) |
| Honau (de) Leutesheim (de) | Linx (de)             | Hohbühn (de)           |

## Histoire
Le 1er floréal an V (20 avril 1797), l'armée de Rhin et Moselle sous le commandement de Jean Victor Marie Moreau traverse le Rhin  à Diersheim. Une bataille s'engage dans ce village contre les Autrichiens à laquelle participe la 103e demi-brigade de deuxième formation. 

Diersheim est gravé sous l'arc de triomphe de l'Étoile.

## Lieux et monuments
- L'Hôtel de ville de Diersheim et le restaurant « Rappen » : Maisons à colombages qui donnent exemple du patrimoine architectural du Pays de Bade au Moyen Âge.
- L'église protestante construite en 1731.
- Le moulin où le général Moreau logait pendant la bataille de Diersheim.
- La promenade au bord du Rhin avec une vue sur le Mont Sainte-Odile et la Cathédrale de Strasbourg.